# Finlande aux Jeux olympiques d'été de 1996
La Finlande participe aux Jeux olympiques d'été de 1996 à Atlanta. Sa délégation est composée de 76 athlètes répartis dans 15 sports et son porte-drapeau est Mikko Kolehmainen. Au terme des Olympiades, la nation se classe 40e avec une médaille en or, deux en argent et une en bronze.

## Liste des médaillés finlandais

### Or
- Heli Rantanen — Athlétisme, lancer du javelot femmes

### Argent
- Jani Sievinen — Natation, 200 mètres quatre nages hommes
- Marko Asell — Lutte, gréco-romaine (moins de 74 kg) hommes

### Bronze
- Seppo Räty — Athlétisme, lancer du javelot hommes